# Ipecaetá
Ipecaetá es un municipio brasileño del estado de Bahía. En 2007 su población estimada era de 17.972 habitantes. Posee un área de 395,4 km² y una densidad demográfica de 45,45 hab/km². 